# New Mexico-territoriet
New Mexico-territoriet (engelska: New Mexico Territory) var ett amerikanskt territorium, som med varierande gränser genom årens lopp existerade från 9 september 1850 till 6 januari 1912, då den amerikanska delstaten New Mexico skapades.
Den här artikeln är helt eller delvis baserad på material från engelskspråkiga Wikipedia, tidigare version.

### Fotnoter
1. ↑  ”New Mexico” (på engelska). World Statesmen. http://www.worldstatesmen.org/US_states_N.html#NM. Läst 20 juli 2015.